# Lex Iulia et Papia
Lex Iulia et Papia (на латински: Lex Iulia et Papia) са два закона на Римската империя по времето на Август за римското брачно право.
През 18 пр.н.е. в издадения закон lex Iulia de maritandis ordinibus' Август нарежда увеличението на общия морал и борба против бездетието.
На 1 юли 9 г. излиза брачният закон  Lex Papia Poppaea (наречен на създателите Марк Папий Мутил и Квинт Попей Секундус), с който се нарежда задължението на всички римски граждани на възраст за женитба да се оженят.
Двата закона са обединени в lex Iulia et Papia (от юриста Гай) или lex Iulia miscella (Codex Iustinianus) Те са прекратени едва през 531/534 г.